# Chapel Hill (Carolina do Norte)
Chapel Hill é uma cidade localizada no estado americano de Carolina do Norte, no Condado de Orange. A sua área é de 51,3 km², sua população é de 48,715 habitantes, e sua densidade populacional é de 952,4 hab/km² (segundo o censo americano de 2000). Chapel Hill, Durham e Raleigh compõem os cantos três do triângulo investigação, tão mencionados em 1959 com a criação do Parque triângulo investigação, um parque de investigação entre Durham e Raleigh.

## Geografia
Chapel Hill é localizado no canto Sudeste do Condado de Orange, com limites municipais estendendo um pouco para Condado de Durham a Oriente e quase a Condado de Chatham para o Sul. É paralelo a Oeste com a cidade de Carrboro e a Leste com a cidade de Durham. De acordo com o United States Census Bureau, a cidade tem uma área total de milhas quadradas 19.8 (51.3 km²), dos quais, milhas quadradas 19.8 (51.2 km²) do mesmo é terra e 0,1 milhas quadradas (0.2 km²) do mesmo (0,35 %) é a água.

## Cultura
Como é típico de cidades do Colégio, Chapel Hill historicamente tendeu a ser politicamente liberal. De fato, conservadores descontentes têm designado a cidade "da Chapel Hill". A antiga Senadora dos EUA Jesse Helms uma vez chamou a cidade de Zoológico e sugeriu que fosse "separada" do resto da Carolina do Norte. Residentes em Chapel Hill fizeram do ensino público uma prioridade, resultando em Chapel Hill ser amplamente reconhecido pela qualidade do seu sistema de escola, que partilha com Carrboro. Duas antigas escolas de ensino médio de Chapel Hill, East Chapel Hill High e Chapel Hill High, são classificadas como as 105ª e 231ª melhores escolas secundárias nos Estados Unidos por Newsweek, respectivamente. Um terceiro colégio, Carrboro High, abriu em 2007. A cidade também compartilha com Carrboro uma cena de música vibrante. Cat's Cradle em Carrboro muitas vezes é classificado como um dos melhores clubes no país para música ao vivo, e Local 506 e outros bares de Chapel Hill (como The Cave) muitas vezes sediam eventos locais, nacionais e internacionais em todos os gêneros. O Squirrel Nut Zippers, James Taylor, Jorge IV de Hamilton, Skids, Superchunk, Polvo e Ben Folds Five estão entre as bandas musicais notáveis cuja carreira começou em Chapel Hill. Chapel Hill também tem sido um centro para o relançamento moderno da antiga música com tais bandas como as String Bands do rock, a Two Dollar Pistols, a Fuzzy Mountain String Band, Big Fat Combo e o Red Clay Ramblers. Chapel Hill foi também o repouso fundador da agora defunta gravadora indie Mammoth Records, bem como registros de mesclagem agora localizadas em Durham. Bruce Springsteen fez também um ponto para visitar a cidade em várias excursões. Sua aparição mais recente foi em 14 de setembro de 2003, no Kenan Memorial Stadium com a E Street Band. U2 também tocou em Kenan na primeira data do seu 1983 "War Tour" onde Bono escalou até à parte superior da fase, durante chuva e relâmpago, botando um sinalizador de branco para a paz.
Chapel Hill rapidamente tornou-se um bom local para a cozinha pop americana — susceptível a iniciativas empresariais e amigáveis na cidade do Colégio, florescendo pequenas explorações e atenção de meios de comunicação social nacionais em torno de algumas notáveis culinárias locais, como Foster's Market (Martha Stewart), Mama Dip's, Crook's Corner, Caffe Driade (rede alimentícia “US$ 40 por dia com Rachael Ray”), a empresa Cackalacky Classic Condiment ("The All-Star BBQ Showdown", Associated Press, Public Radio Internacional, "BBQ with Bobby Flay: Food Network", "Rachael Ray's Ballpark Cafe", especial, Insomniac gravado pela Comedy Central, OLN, etc.) e o Lantern Restaurant (Food & Wine Magazine, South County Life Magazine, etc.)
Planetário de Morehead foi, quando aberto em 1949, um de apenas um punhado de planetários na nação, e manteve-se um marco importante da cidade. Durante os programas de Mercúrio, Gemini e Apollo, astronautas foram treinados. Uma das marcas da cidade é o gigante sol, localizado no Rose Garden em frente ao planetário na Franklin Street.
UNC tem sido muito bem sucedida nos torneios colegiais de basquetebol e futebol feminino (Hamm Mia graduou-se na UNC) e uma obsessão com o desporto foi uma das características mais distintivas da cultura da cidade, abastecida pela rivalidade entre quatro equipas ACC da Carolina do Norte: o North Carolina Tar Heels, o Duke Blue Devils, o NC State Wolfpack e o Wake Forest Demon Deacons. Mais recentemente, a cidade recebeu aviso regional como o site de uma grande festa de halloween anual na rua, com uma frequência superior regularmente a 70 mil.
A parede de tijolo colorido da antiga ruela de linha de fraternidade é um dos muitos murais em Chapel Hill pelo artista Michael Brown. Por mais de 30 anos, Chapel Hill patrocinou duas feiras de rua anuais pela Apple Inc. (que foi cancelada em 2006 devido a violência crescente) em Abril e Outubro. As feiras oferecem cabinas aos artistas, artesãos, ONGs e fornecedores de alimentos. Espaço de desempenho também está disponível para músicos, artistas marciais e outros grupos. Ambas as feiras são assistidas anualmente por dezenas de milhares. Como muitas cidades do Colégio, Chapel Hill tem alguns pontos de venda exclusivos. Uma estação Sul baseia-se em Chapel Hill, embora também serve um público mais vasto através de seus negócios de ordem de correio. Chapel Hill também tem algumas comunidades de aldeia urbanística, como a Meadowmont Village e a Southern Village. Ambos têm espaço de shopping centers, área verde onde concertos de música e filmes ocupam lugar, Community pools e escolas.